# 肺炎鏈球菌疫苗
肺炎鏈球菌疫苗是用於對抗肺炎鏈球菌的疫苗。 疫苗能夠有效防止某些肺炎、腦膜炎和敗血症。目前有兩種肺炎鏈球菌疫苗：結合型疫苗（Pneumococcal conjugate vaccine, PCV）及多醣體疫苗（Pneumococcal polysaccharide vaccine, PPV） 一般經由肌肉注射或皮下注射給予。
世界衛生組織建議給所有孩童，例行性注射結合型的肺炎鏈球菌疫苗。 即便是感染人類免疫缺陷病毒的患者也建議施打。一般建議施打三到四劑疫苗，對71%到93%的人能有效防止嚴重的症狀。多醣體疫苗對於健康成人有效，但對兩歲以下的孩童以及免疫缺失的患者則沒有效果。
肺炎鏈球菌疫苗一般而言相當安全。 只有將近10%的孩童，在注射結核型疫苗之後，注射處會紅腫熱痛、發燒（很少超過39度）以及睡眠行為改變。  很少嚴重過敏。
第一個肺炎鏈球菌疫苗是在1900年代研究血清型的时候开发的，当时使用的是整个杀死的细菌细胞。第一个多糖疫苗是1945年开发的（4价）。现在用的23价多糖疫苗是1980年代開發的。第一种结合疫苗（7价）是2000年上市的。肺炎鏈球菌疫苗是世界衛生組織基本藥物標準清單的其中之一，意即在基本醫療衛生制度裡非常需要、也相當重要的一項藥物。2014年的批發價大約是17美金。 在美國售價約25到100美金。

## 各国规定
世界卫生组织推荐世界各国将结合疫苗纳入儿童的預防接種時程。2021年出生的中国婴儿中，有35%接种到了13价多糖疫苗。

### 美國
由2000年開始，美國建議使用一種七價的肺炎鏈球菌結合疫苗，如沛兒7，13®，適合2－23個月大的嬰兒或2－5歲有存在風險的孩童。這種疫苗每2、4、6及12－14個月大會使用一次。可以保護孩童免受肺炎鏈球菌的深層感染，如敗血病及腦膜炎。相似的九價疫苗則在測試中。
肺炎鏈球菌多醣疫苗（如「紐莫法23®」）可以對55歲以上的人提供達85%的五年保護。建議是那些有高感染風險的人接受接種，包括65歲或以上的長者，而往往都只是接受一次接種就能有終生的保護。標準的23價疫苗對兩歲以下的孩童則沒有功用。
美國醫師協會現時的指引是2－65歲的人都需要接受疫苗，而若於60歲前已接種，則須接受多一次的疫苗接種。若是無脾或腎病症候群則須定期進行接種。

### 英國
英國方面則為2、4及13個月大的嬰兒引入10價的結合型疫苗，如雙伏威。而疫苗計劃亦已於2006年9月4日作出相應的改變，以配合使用有關的疫苗。.

## 类型

### 多糖疫苗
多糖疫苗是目前在美国更常用的类型。美国用的版本也叫“23价疫苗”，因为其抗原部分就是从肺炎链球菌的23种血清型（1, 2, 3, 4, 5, 6b, 7F, 8, 9N, 9V, 10A, 11A, 12F, 14, 15B, 17F, 18C, 19A, 19F, 20, 22F, 23F, and 33F）纯化提取出的荚膜（外壳）多糖。这类抗原主要会刺激B细胞产生IgM，不需要T细胞支持。
多糖疫苗的形成免疫反应不如結合疫苗的强，因此有几个后果。首先多糖疫苗对于2岁以下的孩童无效，可能是因为免疫系统还不够成熟。大龄成人也常有无效的情况。多糖疫苗提供的免疫力不能维持终生，所以如果第一次接种是在60岁之前，那在65岁时就需要重新接种（老年人感染肺炎链球菌更危险，因此有65岁这个界限）。多糖疫苗不能形成黏膜免疫反应，因此也不能降低带菌者数量，不能提供群体免疫，也不能降低受肺炎链球菌引发的上呼吸道感染和下呼吸道感染。使用单纯的荚膜多糖制作能产生免疫力的疫苗对于包括流感嗜血杆菌在内的其他病原菌种类更加困难。

### 結合疫苗
結合疫苗是更新的种类，其抗原部分是将细菌的荚膜多糖通过化学反应和用于白喉疫苗的白喉类毒素CRM197形成共价键连在一起。类毒素没有毒性，但可以造成很强的免疫反应，致使免疫系统更能“注意到”多糖抗原。使用CRM197可以招揽Th2细胞，导致免疫球蛋白类型转换发生，也使B细胞能够转换成记忆B细胞。这样产生的免疫力强得多，可以提供黏膜免疫力，也可以在几针之后达成终生免疫。结合疫苗可以促使肺炎鏈球菌带菌者的免疫系统消灭已有的对应血清型细菌，从而提供群体免疫。让免疫系统消灭细菌也能防止它们被带菌者可能使用的抗生素影响，降低了这些血清型中抗生素耐药性的发生率。
結合疫苗的厂家有很多，内含的多糖种数（“价数”）也各不相同，有印度Pneumosil（10价）、GSK Synflorix（10价）、Merck Vaxneuvance（15价）、辉瑞Prevnar（7、13、20价）、Merck Capvaxive（21价）等种类。
不少呼吸道病毒感染会招致肺炎链球菌感染，导致情况恶化；肺炎链球菌也可能使身体更容易感染呼吸道病毒。结合疫苗可以降低儿童流感感染的发病率，对其他年龄组的其他呼吸道病毒感染也有一定效果。接种结合疫苗可以降低人類呼吸道合胞病毒（RSV）感染的住院率。